# Tigridia philippiana
Tigridia philippiana I.M.Johnst. – gatunek tygrysówki należący do rodziny kosaćcowatych (Iridaceae Juss.). Występuje naturalnie w Ameryce Południowej.

## Rozmieszczenie geograficzne
Bardzo rzadko spotykany gatunek. Rośnie endemicznie w Chile w regionie Antofagasta.

## Morfologia
ŁodygaWyrasta z bulwy. Dorasta do 25 cm wysokości.
KwiatyPosiadają po 6 płatków o białej barwie.

## Biologia i ekologia
Roślina bulwiasta. Rośnie na dobrze nasłonecznionych stanowiskach w obrębie występowania mgieł przybrzeżnych, które chronią przed nadmiernym oddziaływaniem słońca. Występuje w regionie przybrzeżnym na wysokości do 500 m n.p.m.
Roślina uzyskuje wodę pochodzącą z kondensacji. Nie jest mrozoodporna. Występuje w 10 i 11 strefie mrozoodporności.

## Zastosowanie
Gatunek bywa uprawiany jako roślina ozdobna.